# Wolseley 18/85 (1938–1948)
Wolseley 18/85 – sedan produkowany przez Wolseley Motor Company w latach 1938–1948.
Zaprezentowany w 1938 roku, cechował się 104-calowym rozstawem osi oraz dwugaźnikowym, górnozaworowym silnikiem typu R6 o pojemności 2322 cm³ generującym moc 85 KM; ten sam motor stosowany był również w MG SA. Powojenna produkcja rozpoczęła się jesienią 1945 roku – do 1948 roku wyprodukowano 8213 sztuki.

## Osiągi
Prowadzony przez Humphreya Symonsa i Bertiego Browninga 18/85 ustanowił rekord czasowy na trasie Londyn-Kapsztad wynoszący 31 dni 22 godziny; 10300-milowa podróż zakończyła się 21 stycznia 1939 roku. Do ostatecznego wyniku trzeba było doliczyć 12 dni postoju koniecznego na przeprowadzenie napraw, po tym jak samochód wpadł do rzeki Gady w Kongu Belgijskim.

## Wolseley 18/85 z lat 1967-1971
Sygnatura 18/85 została ponownie użyta w latach 1967-1971 dla określenia wspólnego modelu BMC BMC ADO17.